# José Ortiz de Pinedo
José Ortiz de Pinedo (Jaén, 20 de febrero de 1881 - 1959) fue un poeta y narrador español.
En Madrid entró en contacto con la bohemia del Modernismo y escribió en la prensa de orientación izquierdista. 

## Obras
Escribió La jornada [poesías] (Valdepeñas: Imp. de J. Hurtado de Mendoza, s. a. pero alrededor de 1900) y numerosas novelas cortas como La dicha humilde, (Madrid, 1908), De la comedia del amor (1911), El afán de vivir (1917), Monada (Madrid, Los Contemporáneos, 1918), La dulzura de amar (La novela corta, 1923), y las más extensas Farsas de amor. Escenas del teatro de la vida (Madrid, 1913) y La graciosa gaditana (Madrid, Biblioteca Patria, s.a. pero hacia 1918). Se acercó al teatro con la pieza Remanso. Comedia en dos actos.  (Madrid, Los Contemporáneos, 1914), entre muchas otras obras.